# Saint-Jean-de-Daye

Saint-Jean-de-Daye este o comună în departamentul Manche, Franța. În 1 ianuarie 2022 avea o populație de 645 de locuitori.